# Praia do Cabedelo (Viana do Castelo)
Praia do Cabedelo no pôr-do-sol
A Praia do Cabedelo está localizada na margem sul do estuário do rio Lima, à vista da cidade de Viana do Castelo.
A praia é constituída por dois areais, separados por um pontão. Do lado direito de quem está virado para o mar, encontra-se o areal mais pequeno, e do lado esquerdo, o grande, que se estende até à praia seguinte (Praia do Rodanho). O local é bastante apreciado pelos banhistas, dada a proximidade da cidade de Viana do Castelo e as boas infra-estruturas de apoio, embora a baía esteja bastante exposta ao vento Norte (mais abundante durante o Verão).
A exposição ao vento torna a Praia do Cabedelo um local de eleição para os entusiastas de desportos de vento, principalmente Windsurf e Kitesurf, sendo inclusivamente considerada por muitos como umas das mecas desta última modalidade. No entanto, a praia é também largamente frequentada por praticantes de outros desportos náuticos, como o Surf e o Bodyboard.